# Bjärehalvön
Bjärehalvön (gl. dansk Bjerre eller Bjerrehalvøen) er en halvø i det nordvestlige Skåne nord for halvøen Kullen.
Stations- og havnebyen Båstad ligger i Bjärehalvöns nordøstlige del.
Hallandsåsen strækker sig fra grænseområdet mellem Halland og Skåne syd om Båstad og videre ud på Bjärehalvön.
Nær kysten i det sydvestlige hjørne af halvøen ligger Skånes største gravhøj Dagshøj (Dagshög), 4,5 meter høj og med en diameter på 42 meter.
56°25′12″N 12°44′41″Ø / 56.42000°N 12.74472°Ø